# Mjölkbaren

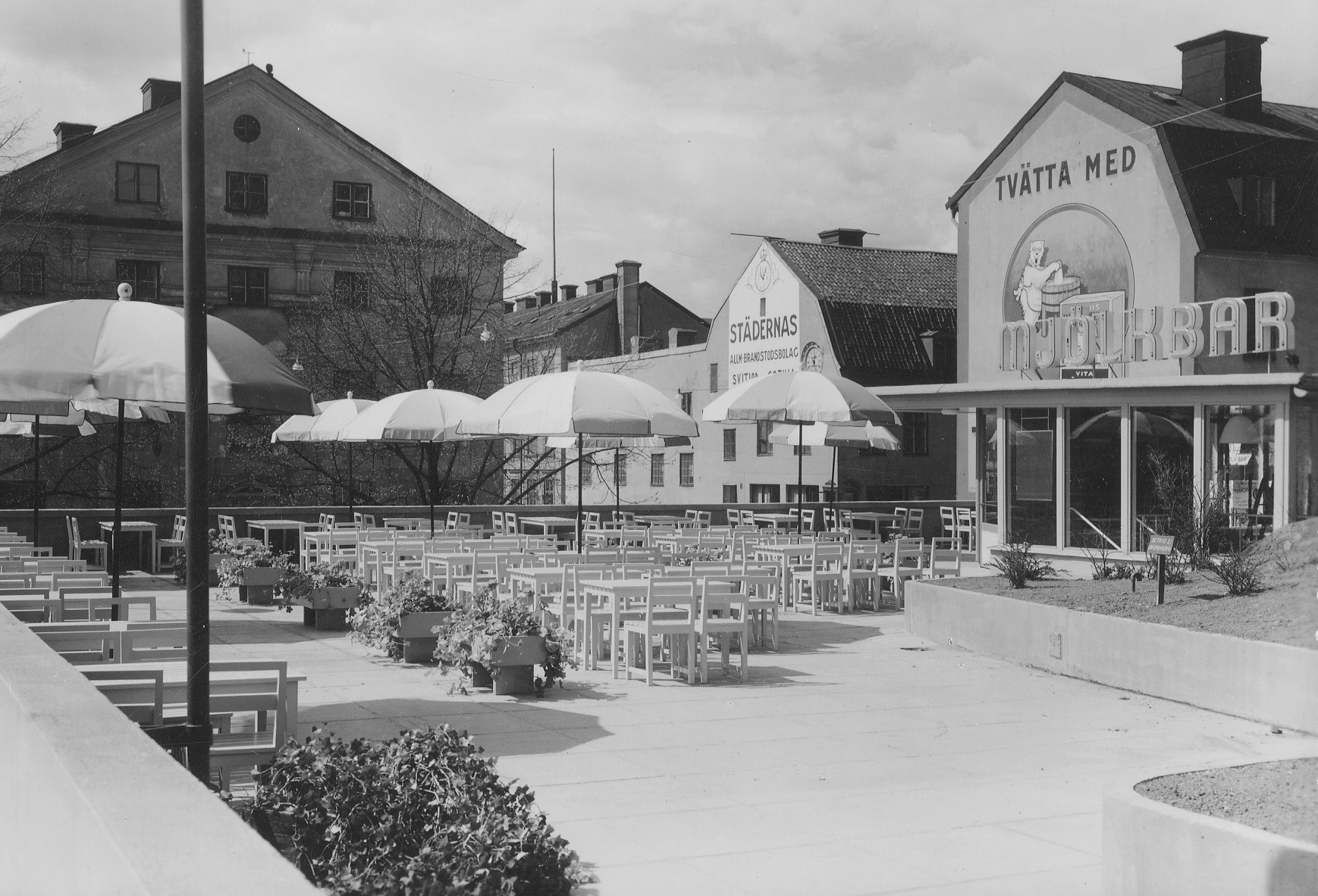
Mjölkbar vid Björns trädgård, formgiven av arkitekt Holger Blom, 1930-tal.

Mjölkbaren var ett restaurangföretag, som bildades 1945 av ICA-restaurangerna genom köp av Föreningen Mjölkpropagandans dotterbolag AB Mjölkbaren. Det var en kedja för enklare brickluncher och middagsserveringar över hela landet. och existerade fram till 1982.

## Historik
De första mjölkbarerna i Sverige etablerades i slutet av 1920-talet vid lantbruksmöten och bostadsutställningar. Bakom satsningen stod i början Föreningen Mjölkpropagandan, som bildats 1923 med stöd av både staten och lanthushållningssällskapen. Den kan sägas delvis vara inspirerad av den internationella nykterhetsrörelsen, men även ett främjande av inhemska jordbruksprodukter som i slutändan skulle bidra till en god folkhälsa. Barerna fick sitt genombrott i Sverige i och med Stockholmsutställningen 1930.
Med tiden blev skiljelinjerna mellan mjölkbarerna och andra enklare restauranger, som till exempel varuhusrestaurangerna, allt mer diffusa. 